# Иванов, Игорь Викторович (хоккеист, 1973)
Игорь Викторович Иванов (род. 5 июля 1973) — советский и российский хоккеист, защитник.
Начинал играть в командах второй лиги «Корд» Щёкино (1990/91 — 1991/1992), «Аргус» Москва (1991/92). В сезоне 1992/93 выступал за петербургский СКА, в следующем сезоне сыграл 6 матчей в составе «Крыльев Советов». В сезоне 1996/97 провёл четыре матча за «Ижорец».
Участник чемпионата мира среди молодёжных команд 1993.